# Wild 2
Wild 2 (nazwa oficjalna 81P/Wild) – kometa okresowa należąca do rodziny komet Jowisza. Została odkryta w 1978 roku przez szwajcarskiego astronoma Paula Wilda.
Wiek komety określa się na ok. 4,5 mld lat. Dawniej miała ona bardziej obszerną i kolistą orbitę, jednak we wrześniu 1974 roku zbliżyła się na odległość zaledwie około 1 miliona km od Jowisza i jego pole grawitacyjne zmieniło tor jej orbity i skierowało ją w stronę planet wewnętrznych. Okres obiegu orbity został wtedy zmniejszony z 43 do 6,4 lat, zaś peryhelium wynosi aktualnie ok. 1,6 jednostki astronomicznej.
Powierzchnia jądra jest niemal w całości pokryta kraterami. Średnica największego z nich wynosi 2 km. Na powierzchni znajdują się też strome skarpy i wzgórza o wysokości dochodzącej do 100 m. Z obszarów aktywnych jądra wypływają liczne strugi gazu i pyłu tworzące następnie komę i warkocz komety.

## Przelot sondyStardustobok komety

Animacja utworzona ze zdjęć wykonanych przez sondę Stardust podczas zbliżenia do komety Wild 2

2 stycznia 2004 roku z komy komety Wild 2 zostały pobrane próbki pyłu przez sondę kosmiczną Stardust. Badania próbek mają pomóc w określeniu pochodzenia komet i Układu Słonecznego. Cząstki zostały pochwycone w specjalny kolektor z aerożelu. Sonda zbliżyła się na odległość 236 km od jądra komety, wykonując 72 fotografie i analizując skład cząstek pyłu. Kapsuła lądownika pojazdu powróciła na Ziemię bez przeszkód 15 stycznia 2006 roku.

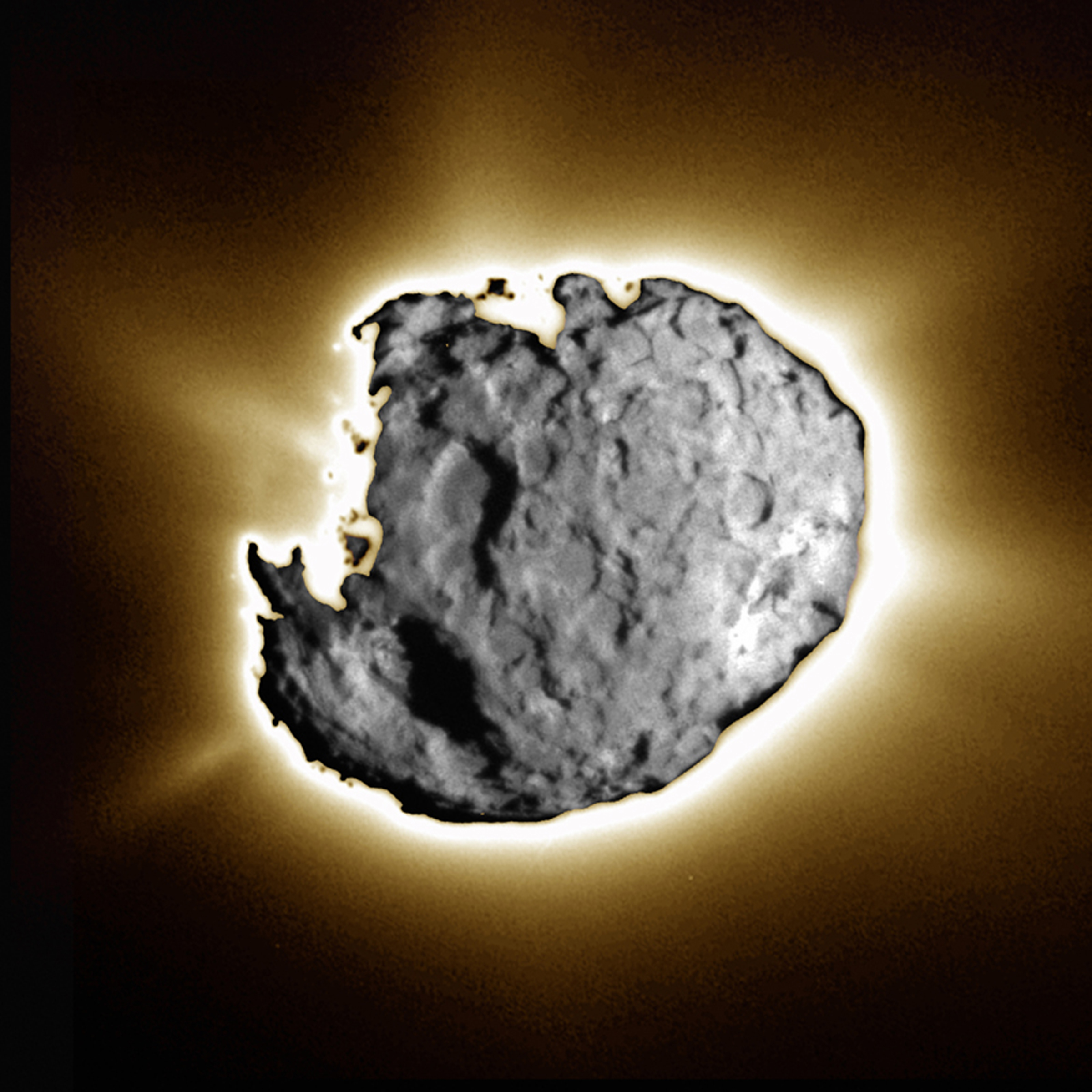
Jądro komety 81P/Wild i wypływające z niego strugi materii widziane przez sondę Stardust

Całkowita masa pobranych próbek wynosi 0,0001 grama. Wykorzystując unikatowe możliwości synchrotronu Diamond Light Source, pozwalającego zbadać największy zakres pierwiastków, zespół naukowców Uniwersytetu Leicester odkrył w próbkach rentgenowską sygnaturę tlenków żelaza. W trakcie dalszych badań wykazano, że drobiny tlenków żelaza odkryte w próbkach pochodzących z komety powstały w wyniku procesów zachodzących w niskich temperaturach w obecności wody. Zaskakuje jednak fakt, że inne cząstki powstały z kolei w bardzo wysokich temperaturach, sięgających 2000 °C, gdyż podejrzewano, że zbudowana z lodu kometa musiała powstać na zimnych kresach Układu Słonecznego.